# 키레네의 헤게시아스

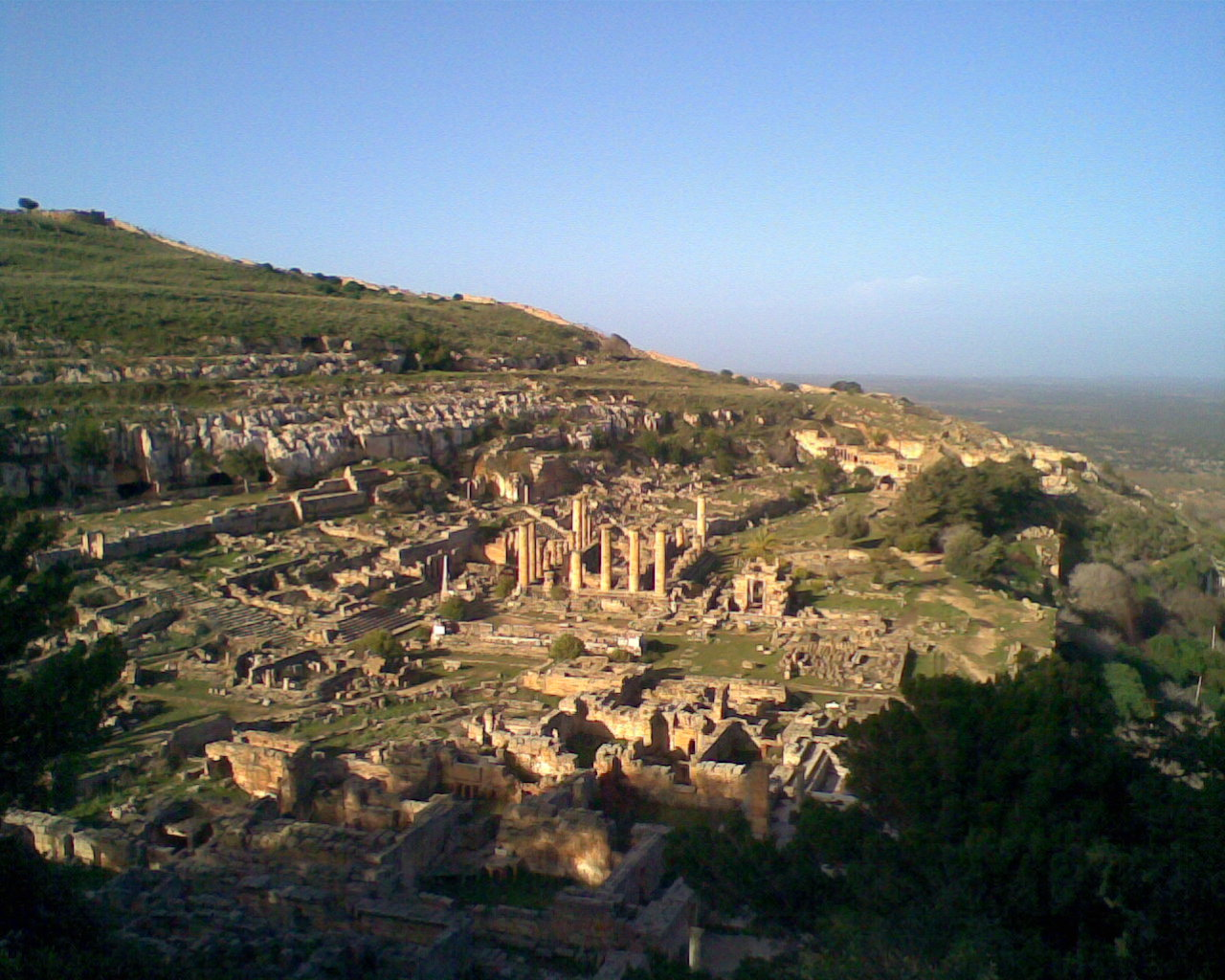
헤게시아스가 살았던, 오늘날 리비아 북서쪽의 키레네 폐허

키레네의 헤게시아스(그리스어: Ἡγησίας; fl. 기원전 290년대)는 키레네 학파의 철학자이다. 그는 에우다이모니아 (행복)이란 얻을 수 없는 것이며, 인생의 목표는 고통과 슬픔을 피하는 것이 되어야 한다고 주장했다. 부와 가난, 자유, 굴종 같은 전통적 가치들은 모두 하찮은 것들이며 고통보다 나은 그 이상의 쾌락을 만들어내지 못한다고 보았다. 키케로는 헤게시아스가 ἀποκαρτερῶν (아사를 통한 죽음)이라는 책을 썼는데, 이 책이 많은 사람들을 사는 것보다 죽는 것이 더 바람직하다고 납득시켜서, 헤게시아스가 알렉산드리아에서 강습을 하는 것을 금지당했다고 전한다. 일부에선 헤게시아스가 불교의 교리에서 영향을 받았다고 생각하기도 한다.

## 생애
디오게네스 라에르티오스는 헤게시아스가 아리스티포스 (기원전 435년경 – 기원전 360년경)의 제자인, 키레네의 안티파테르의 제자인, 에피티메데스의 제자인, 파라이바테스의 제자라고 서술하였다. 그는 안니케리스와 동기이기는 했지만, 안니케리스가 우애, 우정 등 우호성을 강조한 키레네 학파의 학풍과는 차이가 있었고 키레네 학파의 최대의 허무주의적 학풍을 발전시켰다.

## 철학
헤게시아스는 삶의 목표를 쾌락으로 본다는 면에서 아리스티포스를 따랐지만, 그가 인간의 삶에 대하여 가졌던 관점은 좀 더 비관적이었다. 그는 행복이란 얻을 수 없는 것이기 때문에 인생의 목표가 될 수 없다고 하였으며, 따라서 현명한 사람의 유일한 인생 목표는 고통과 슬픔에서 해방되는 것이 되어야 한다는 결론을 내렸다. 또한 모든 사람들은 스스로 만족할 수 있기에, 모든 외부의 대상들은 쾌락의 진정한 원천이 되지 못한다고 보았다. 

완전한 행복이란 존재할 수가 없다. 육신은 많은 감각들로 가득차 있고, 정신은 육신과 조화를 이루기에, 육신에 문제가 생기면, 정신도 문제가 생기게 되며, 또한 운적인 요소도 우리가 기대 속에 소중히 여기는 많은 것들을 막아서기 때문이다. 따라서 이 모든 이유들을 근거로 보아, 완벽한 행복이란 우리 손에 달성할 수 없는 것이다. 그들은 자연스러운 쾌락이나 불쾌가 존재하지 않는다고 말하며, 가난, 희귀성, 포만성 때문에 어떤 사람들은 기뻐하고 어떤 사람들은 짜증을 내며, 부와 빈곤은 쾌락에 전혀 영향을 미치지 못하므로, 부유한 자들은 가난한 사람들의 다른 방식에서 영향을 받지 않는다고 한다. 또한 이들은 같은 방식으로 쾌락의 기준에서 보았을 때, 자유와 구속, 고귀하게 태어난 것과 하찮게 태어난 것, 영예와 불명예는 무감각한 것들이라 말한다. 그들은 어리석은 자들에게 사는 것이란 적당한 것이지만, 현명한 자들에게는 사는 것이 무관심한 일이라 덧붙인다. 지혜로운 자는 모든 일을 자기 자신을 위하여 할 것이며, 그 누구와도 자기와 동등한 중요성을 부여하지 않을 것이며, 그가 다른 이들에게서 대단한 이득들을 얻게 된다면, 그 이득들이 그가 다른 이들에게 줄 수 있는 것과 동등하지 않다는 것을 알게 될 것이다.